# Монтичелли-Брузати
Монтичелли-Брузати (итал. Monticelli Brusati) — коммуна в Италии, в провинции Брешиа области Ломбардия.
Население составляет 3605 человек, плотность населения составляет 361 чел./км². Занимает площадь 10 км². Почтовый индекс — 25040. Телефонный код — 030.
Покровителями коммуны почитаются святой Зенон, празднование в первое воскресение августа, а также святые Фирс и Емельян, празднование 22 ноября.